# Kuća knjižara Milana Andrića
Kuća knjižara Milana Andrića u Nišu, nalazi se na Trgu Kralja Milana broj 3 i kao deo celine predstavlja spomenik kulture. Sagrađena je kao porodičnа kuća poznatog niškog trgovca i knjižara Milana Andrića.

## Arhitektura
Građena je 1893. godine po projektu arhitekte iz Beograda, čije ime nije sačuvano, kao spratna kuća sa svim odlikama ekleticizma. U prizemlju je bila jedna od prvih knjižara u Nišu — Andrićeva knjižara, a posle rata, sve do 1986. godine, takođe poznata knjižara "Đura Jakšić". Pored knižare, u prizemlju se nalazilo i predstavništvo i magacin pisaćih mašina i aparata za umnožavanje, a mogućim kupcima, nuđeno je da ih „slobodno razgledaju“.
Kuća poseduje i arhitektonske vrednosti. Građena je u duhu ekletike sa balkonom po čitavoj širini objekta i mansardnm krovom.